# Código de categoría mercante
Un código de categoría mercante (MCC por sus siglas en inglés) es un número de cuatro dígitos listado en ISO 18245 para servicios financieros minoristas. Es usado para clasificar el negocio por el tipo de bienes o servicios que provee. Son asignados por el tipo de mercancías (por ej., uno para hotel, uno para tiendas de material de oficina, etc.) o por nombre mercantil.
Un MCC está asignado a un mercader por la compañía de la tarjeta cuando los primeros inicios empresariales aceptando tarjetas como forma de pago. El código refleja la categoría primaria en la que está el mercante catalogado y puede ser utilizado por: 
- Compañías de tarjetas de crédito para ofrecer recompensas de devoluciones o puntos regalos, por comprar en categorías de negocios específicos.[2][3]
- por redes de tarjetas para definir reglas y restricciones con transacciones de tarjetas (por ejemplo, dispensadores de gasolina automatizado (MCC 5542) tiene normas específicas para autorización y mensajes de borrado).

En los Estados Unidos, puede ser usado para determinar si un pago debe ser reportado o no al Servicio de Impuestos Internos para propósitos de impuestos.